# Alfa-alkeny

Hex-1-en, příklad alfa-alkenu;
Modrá čísla označují číslování uhlíkových atomů. Červené symboly představují běžné označení těchto atomů. U alfa alkenů jsou dvojné vazby mezi uhlíky s čísly 1 a 2 či α a β.

Alfa-alkeny (též α-alkeny) jsou alkeny, u kterých dvojná vazba vychází z primárního , tedy alfa (α)-uhlíku. Takováto poloha dvojné vazby je činí reaktivnějšími oproti ostatním alkenům a tak i vhodnými a v řadě oblastí.

## Rozdělení
Alfa-alkeny lze rozdělit do dvou skupin, na rozvětvené a lineární. Chemické vlastnosti alfa-alkenů rozvětvených na druhém uhlíku (vinylidenů) nebo třetím uhlíku jsou výrazně odlišné od nerozvětvených i od těch, které se větví na čtvrtém nebo vzdálenějším uhlíku.
K lineárním alfa-alkenům patří například propen, but-1-en a dec-1-en, rozvětvený je například isobuten.

## Výroba
Alfa-alkeny lze získat mnoha způsoby. V prvním případě se začíná u ethenu, který se dimerizuje nebo oligomerizuje. Při dimerizacích se používají katalyzátory založené na titanu, oligomerizace bývají katalyzované sloučeninami niklu.
Dalším postupem, používaným zejména na výrobu alkenů s delšími řetězci, je krakování vosků:
{\displaystyle {\ce {R-CH2-CH2-CH2-CH2-R' -> R-CH=CH2 + CH2=CH-R' + H2}}}
V Pacolově procesu se používá dehydrogenace alkanů katalyzovaná sloučeninami platiny.

## Využití
Alfa-alkeny se používají na tvorbu dalších molekul.
Velká část alfa-alkenů se středně dlouhými a dlouhými řetězci slouží k výrobě detergentů a plastifikátorů. Výchozí surovina se často zpracovává hydroformylací, po které následuje hydrogenace vzniklého aldehydu.
Alfa-alkeny lze také polymerizovat na oleje se středními molekulovými hmotnostmi, používanými jako maziva. Alkylacemi benzenu alfa-alkeny a následnými sulfonacemi se tvoří alkylbenzensulfonáty, použitelné jako biologicky rozložitelné detergenty, podobně jako mastné alkoholy a mastné aminy.
Nízkomolekulární alfa-alkeny, například buten a hexen, se používají jako komonomery při výrobě polyethylenu. Některé se metatezemi převádějí na propen.